# Arrenurus acuminatus
Arrenurus acuminatus är en kvalsterart som beskrevs av Mullen. Arrenurus acuminatus ingår i släktet Arrenurus och familjen Arrenuridae. Inga underarter finns listade i Catalogue of Life.